# Indie Hip Hop

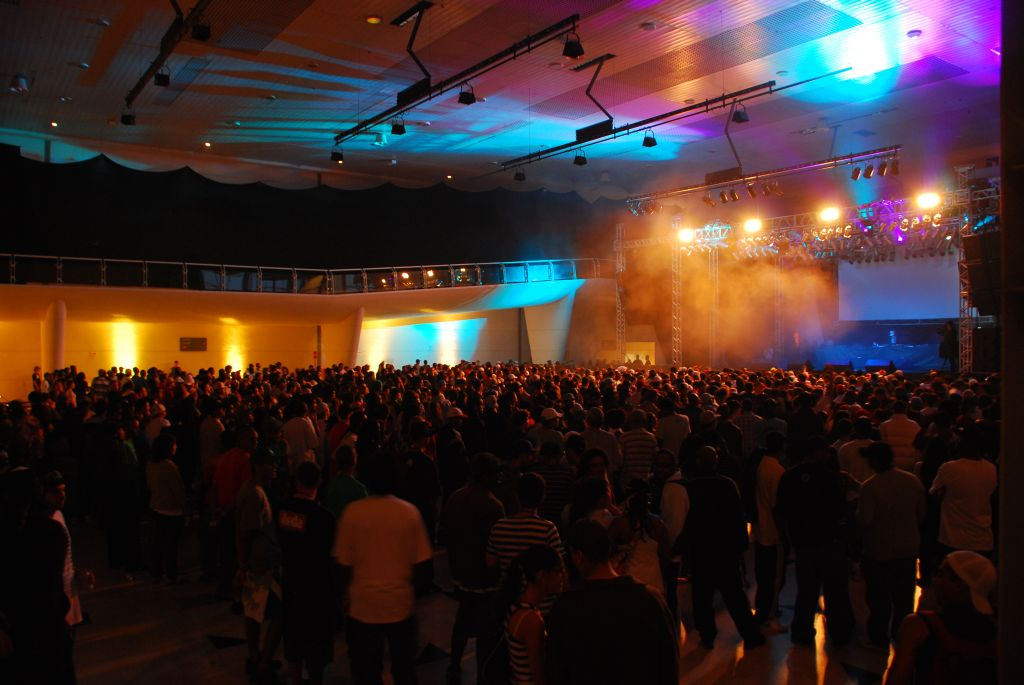
Vista geral do Indie Hip Hop 2009.

O Indie Hip Hop foi um festival de rap e hip hop brasileiro, idealizado por Rodrigo Brandão e ativo entre os anos de 2002 (sob o nome de Dulôco) e 2009.
Durante o tempo em que esteve em pé, o festival reuniu milhares de pessoas e shows com artistas nacionais como Kamau, Emicida, Academia Brasileira de Rimas, Doncesão, Ogi, Sabotage, Mamelo Sound System, Black Alien (entre muitos outros) e internacionais como Mos Def, Talib Kweli, De La Soul, Pete Rock e Jurassic Five.
O evento teve seu encerramento decretado em julho de 2010 pelas depredações na estrutura do SESC Santo André. Uma semana depois, Laura Casali, gerente do local, enviou uma carta afirmando que o momento era de reflexão se haveria ou não uma nova edição do evento.